# Borzna (huyện)
Huyện Borzna (tiếng Ukraina: Борзнянський район, chuyển tự: Borznas'kyi raion) là một huyện của tỉnh Chernihiv thuộc Ukraina. Huyện Borzna có diện tích 1608 kilômét vuông, dân số theo điều tra dân số ngày 5 tháng 12 năm 2001 là 43698 người với mật độ 27 người/km2. Trung tâm huyện nằm ở Borzna.